# Robert Bruce, II conte di Elgin
Robert Bruce, II conte di Elgin (Londra, 19 marzo 1626 – Houghton Hall, 20 ottobre 1685), è stato un nobile e politico scozzese.

## Biografia
Era il figlio di Thomas Bruce, I conte di Elgin, e di sua moglie, Anne Chichester. Un suo ritratto, eseguito all'età di 9 anni, venne realizzato da Cornelius Johnson. Tra il 1642 e il 1646 intraprese un Grand Tour in Europa.
Tornato in patria, divenne deputato per il Bedfordshire nel Parlamento Convenzione nel 1660 e nel Parlamento Cavalier nel 1661, fino a quando riuscì a titoli di suo padre nel 1663. L'anno successivo, il 18 marzo 1664, fu creato conte di Ailesbury, visconte di Ampthill e barone di Skelton per i suoi servizi nel procurare la Restaurazione inglese.
Fu Lord luogotenente di Bedfordshire (1667-1685). Nell'ottobre del 1678, divenne membro del Consiglio privato e Gentleman of the Bedchamber. Fu Lord luogotenente del Cambridgeshire e Hampshire (1681-1685). Nel 1685, è stato investito da un Fellow della Royal Society e Lord Ciambellano, il 30 luglio 1685.
Morì il 20 ottobre 1685 a Houghton Hall e fu sepolto a Maulden.

## Matrimonio e figli
Sposò, il 16 febbraio 1645, Lady Diana Grey, figlia di Henry Grey, I conte di Stamford. Ebbero diciassette figli:
- Edward Bruce (1645-1662);
- Thomas Bruce, III conte di Elgin (1656-16 dicembre 1741);
- Henry Bruce (1656);
- Lady Diana Bruce (?-15 luglio 1672), sposò in prime nozze Sir Seymour Shirley, V Baronetto, sposò in seconde nozze John Manners, I duca di Rutland;
- Lady Mary Bruce (31 dicembre 1657-15 maggio 1711), sposò Sir William Walter, II Baronetto;
- Lady Christiana Bruce (1658-1720), sposò in prime nozze, John Rolle, sposò in seconde nozze Sir Richard Gayer;
- Lady Anne Bruce (1660-1717), sposò Sir William Rich, II Baronetto;
- Robert Bruce (1652);
- Charles Bruce (1661);
- Bernard Bruce (1666-1669);
- Arabella Bruce (morta giovane);
- Lady Anne Charlotte Bruce (?-13 marzo 1713), sposò Sir Nicholas Bagnall;
- Henrietta Bruce, sposò Thomas Ogle;
- Robert Bruce (?-1728);
- James Bruce (?-1738);
- Christian Bruce;
- Elizabeth Bruce (morta giovane).